# Магучих, Ярослава Алексеевна
Ярослава Алексеевна Магучих (укр. Ярослава Олексіївна Магучіх; род. 19 сентября 2001, Днепропетровск) — украинская легкоатлетка, специализирующаяся в прыжках в высоту, действующая обладательница мирового рекорда в прыжках в высоту (210 см). Олимпийская чемпионка (2024), чемпионка мира (2023), двукратная чемпионка Европы (2022, 2024), чемпионка мира в помещении (2022), трёхкратная чемпионка Европы в помещении (2021, 2023, 2025). Чемпионка Украины (2021). Двукратная чемпионка Украины в помещении (2020, 2021). Заслуженный мастер спорта Украины (2020).
Единственная в истории украинской лёгкой атлетики (как среди мужчин, так и среди женщин) трехкратная победительница общего зачёта «Бриллиантовой лиги» (2022, 2023, 2024). 
Младший сержант ВСУ.

## Биография
Родилась в городе Днепр 19 сентября 2001 года. Родители решили отдать Ярославу на карате, где тренировалась её старшая сестра Анастасия, серебряный призёр чемпионата Европы по каратэ и обладатель коричневого пояса. Но Ярославе каратэ не понравилось и она занялась легкой атлетикой. Параллельно с тренировками она начала серьёзно заниматься рисованием в стиле абстракции, даже участвовала в конкурсах до 2015—2016 годов, после чего окончательно решила сконцентрироваться на легкой атлетике: занималась бегом с барьерами и прыжками в длину и высоту.
Начала участвовать в крупных соревнованиях в 2016 году. Тренируется под руководством Татьяны Степановой.
В 2018 году стала рекордсменкой мира среди юношей.
В мае 2019 года победила на этапе Бриллиантовой лиги в Дохе.
30 сентября 2019 года на чемпионате мира в Дохе уступила только Марии Ласицкене и завоевала серебряную медаль с тем же результатом и личным рекордом — 204 см, который стал новым мировым рекордом среди юниоров.
1 февраля 2020 года на втором этапе «World Athletics Indoor Tour» в немецком городе Карлсруэ Ярослава Магучих установила мировой рекорд для юниорок в прыжке в высоту в помещении 202 см. 16 февраля выиграла легкоатлетический турнир «World Athletics Indoor Tour 2020» в Глазго (Шотландия), прыгнув на 1,93 м. Ярослава Магучих стала победительницей сезона World Athletics Indoor Tour в прыжках в высоту и получила wild card на зимний чемпионат мира-2021, который должен был состояться в сезоне 2020 в Китае, но из-за вспышки коронавирусной инфекции COVID-19 был перенесён.
В 2020 году была удостоена звания «Заслуженный мастер спорта Украины». В том же году вошла в рейтинг «30 самых перспективных украинцев до 30 лет» по версии Forbes (в категории «Спорт»).
2 февраля 2021 года Ярослава Магучих выиграла соревнования по прыжкам в высоту в помещениях в словацкой Банска-Бистрице, преодолев планку на высоте 206 см. Попутно 19-летняя Ярослава установила новый рекорд Украины и мировой юниорский рекорд. За всю историю выше прыгали в помещении только две легкоатлетки.
На Олимпийских играх в Токио взяла бронзу с результатом 200 см.
В марте 2022 года, через несколько дней после вынужденного отъезда из своего родного города Днепра, в связи с вторжением российских войск на Украину, Магучих завоевала золотую медаль на чемпионате мира в помещении с результатом 202 см. Чтобы добраться из Украины, в которой идет российско-украинская война, до Сербии, где проходил чемпионат мира, ей пришлось совершить трехдневное путешествие в 2000 км на автомобиле.
На чемпионате мира 2022 года в американском Юджине (штат Орегон) Магучих рассматривалась как фаворит, но с результатом 2,02 м заняла второе место, уступив по попыткам австралийке Элинор Паттерсон. Тем не менее Магучих стала единственной украинкой, выигравшей медаль на том чемпионате мира (у мужчин единственную медаль Украине принес прыгун в высоту Андрей Проценко).
На чемпионате Европы по лёгкой атлетике 2022 года в Мюнхене завоевала золото, став первой чемпионкой Европы по прыжкам в высоту в истории Украины.
На чемпионате мира по лёгкой атлетике 2023 года в Будапеште завоевала золото, впервые став чемпионкой мира.
2 сентября 2023 года на этапе Бриллиантовой лиги в Китае Ярослава одержала победу с результатом 2,02 м, установив личный рекорд сезона и повторив лучший результат сезона в мире.
17 сентября 2023 года украинская легкоатлетка завоевала золотую медаль в прыжках в высоту в финале Бриллиантовой лиги в американском Юджине. Магучих во второй попытке прыгнула на высоту 2,03 м и установила новый рекорд сезона в мире. Эта победа стала второй для Ярославы на итоговом турнире. Таким образом, Магучих стала первой двукратной победительницей Бриллиантовой лиги из Украины.
По итогам 2023 года она выиграла все три международных турнира: чемпионат Европы в помещении, чемпионат мира по легкой атлетике и Бриллиантовую лигу.
В июле 2024 года на этапе Бриллиантовой лиги в Париже Магучих вначале установила новый национальный рекорд с результатом 2,07 м, а затем побила державшийся с 1987 года мировой рекорд Стефки Костадиновой — 2,09 м, с первой попытки взяв высоту 2,10 м.
4 августа 2024 года стала чемпионкой Олимпийских игр в Париже. В финале Магучих преодолела высоту 2,00 м с первой попытки, эту же высоту взяла и австралийка Никола Олислагерс, но только с третьей попытки. Магучих стала первой в истории украинкой, родившейся в XXI веке, выигравшей олимпийское золото в любом виде спорта. Магучих принесла Украине третью в историю золотую олимпийскую медаль в лёгкой атлетике после Инессы Кравец (тройной прыжок в 1996 году) и Натальи Добрынской (семиборье в 2008 году).
Безупречный сезон Магучих завершила 14 сентября 2024 года в Брюсселе в третий раз в карьере выиграв общий зачёт «Бриллиантовой лиги», прыгнув в финале серии на 1,97 и став вторым в истории Бриллиантовой лиги человеком, который смог три года подряд занимать первое место. По итогам 2024 года Европейская легкоатлетическая ассоциация присудила Магучих премию «Лучший легкоатлет Европы» среди женщин.
В марте 2025 года Магучих завоевала золотую медаль на чемпионате Европы по легкой атлетике в нидерландском Апелдорне с результатом 1,99 м, став второй спортсменкой в истории после Розмари Аккерман, которая трижды подряд выигрывала чемпионат Европы в помещении.

## Награды
- Орден княгини Ольги I степени (23 августа 2024 года) — за достижение высоких спортивных результатов на ХХХІІІ летних Олимпийских играх в городе Париже (Французская Республика), проявленные самоотверженность и волю к победе, утверждение международного авторитета Украины[23]
- Орден княгини Ольги II степени (7 сентября 2023 года) — за достижение высоких спортивных результатов на III Европейских играх в г. Кракове (Республика Польша), проявленные самоотверженность и волю к победе, подъём международного авторитета Украины[24]
- Орден княгини Ольги III степени (16 августа 2021 года) — за достижение высоких спортивных результатов на ХХХІІ летних Олимпийских играх в городе Токио (Япония), проявленные самоотверженность и волю к победе[25].

## Основные результаты
| Год  | Соревнования                                       | Место проведения        | Место | Результат |
| ---- | -------------------------------------------------- | ----------------------- | ----- | --------- |
| 2016 | Чемпионат Украины в помещении среди юношей         | Запорожье, Украина      | 1     | 1,75 м    |
| 2017 | Чемпионат Украины в помещении среди юношей         | Запорожье, Украина      | 1     | 1,83 м    |
| 2017 | Чемпионат Украины в помещении среди юниоров        | Сумы, Украина           | 1     | 1,84 м    |
| 2017 | Чемпионат Украины среди юношей                     | Кропивницкий, Украина   | 1     | 1,80 м    |
| 2017 | Чемпионат мира среди юношей                        | Найроби, Кения          | 1     | 1,92 м    |
| 2017 | Летний Европейский юношеский Олимпийский фестиваль | Дьёр, Венгрия           | 1     | 1,89 м    |
| 2018 | Чемпионат Украины в помещении среди юношей         | Сумы, Украина           | 1     | 1,90 м    |
| 2018 | Чемпионат Украины среди юношей                     | Луцк, Украина           | 1     | 1,93 м    |
| 2018 | Чемпионат Европы среди юношей                      | Дьёр, Венгрия           | 1     | 1,94 м    |
| 2018 | Летние юношеские Олимпийские игры                  | Буэнос-Айрес, Аргентина | 1     | 1,95 м    |
| 2019 | Чемпионат Европы среди юниоров                     | Бурос, Швеция           | 1     | 1,92 м    |
| 2019 | Чемпионат Украины                                  | Луцк, Украина           | 2     | 1,96 м    |
| 2019 | Чемпионат мира                                     | Доха, Катар             | 2     | 2,04 м    |
| 2020 | Чемпионат Украины в помещении                      | Сумы, Украина           | 1     | 2,01 м    |
| 2021 | Чемпионат Украины в помещении                      | Сумы, Украина           | 1     | 2,00 м    |
| 2021 | Чемпионат Европы в помещении                       | Торунь, Польша          | 1     | 2,00 м    |
| 2021 | Чемпионат Украины                                  | Луцк, Украина           | 1     | 2,00 м    |
| 2021 | Чемпионат Европы среди молодёжи                    | Таллин, Эстония         | 1     | 2,00 м    |
| 2021 | Летние Олимпийские игры                            | Токио, Япония           | 3     | 2,00 м    |
| 2022 | Чемпионат мира в помещении                         | Белград, Сербия         | 1     | 2,02 м    |
| 2022 | Чемпионат мира                                     | Юджин, США              | 2     | 2,02 м    |
| 2022 | Чемпионат Европы                                   | Мюнхен, Германия        | 1     | 1,95 м    |
| 2023 | Чемпионат Европы в помещении                       | Стамбул, Турция         | 1     | 1,98 м    |
| 2023 | Этап Бриллиантовой лиги IAAF                       | Рабат, Марокко          | 1     | 2,01 м    |
| 2023 | Этап Бриллиантовой лиги IAAF                       | Сямынь, Китай           | 1     | 2,02 м    |
| 2023 | Командный чемпионат Европы                         | Хожув, Польша           | 1     | 1,97 м    |
| 2023 | Чемпионат мира                                     | Будапешт, Венгрия       | 1     | 2,01 м    |
| 2024 | Чемпионат мира в помещении                         | Глазго, Великобритания  | 2     | 1,97 м    |
| 2024 | Чемпионат Европы                                   | Рим, Италия             | 1     | 2,01 м    |
| 2024 | Этап Бриллиантовой лиги IAAF                       | Стокгольм, Швеция       | 1     | 2,00 м    |
| 2024 | Этап Бриллиантовой лиги IAAF                       | Париж, Франция          | 1     | 2,10 м    |
| 2024 | Летние Олимпийские игры                            | Париж, Франция          | 1     | 2,00 м    |
| 2024 | Этап Бриллиантовой лиги IAAF                       | Лозанна, Швейцария      | 1     | 1,99 м    |
| 2024 | Этап Бриллиантовой лиги IAAF                       | Цюрих, Швейцария        | 1     | 1,96 м    |

## Общественная позиция
После победы на чемпионате мира по лёгкой атлетике 2022 года Ярослава Магучих рассказала о войне в родной стране: «Сейчас здесь тяжело быть, но соревнуясь на стадионе, я защищаю свою страну и посвящаю эту победу всем своим землякам. Перестаньте делать вид, что войны нет! Россия напала на Украину. Они бомбят города, расстреливают мирных жителей, и это наша реальность. Если вы ничего не делаете, чтобы остановить это, значит, вы поддерживаете войну».
Ярослава Магучих поддержала отстранение российских спортсменов от международных соревнований: «Я думаю, что World Athletics принял правильное решение, потому что российские спортсмены должны понимать, что войну начала Россия, и многие россияне её поддержали. Мы не должны конкурировать, когда наших людей и детей убивают российские военные, это ужасно. Они должны понять, что Россия начала войну, они были агрессорами».